# Rinorea sclerocarpa
Rinorea sclerocarpa är en violväxtart som först beskrevs av Burgersdijk, och fick sitt nu gällande namn av M. Jacobs. Rinorea sclerocarpa ingår i släktet Rinorea och familjen violväxter. Inga underarter finns listade i Catalogue of Life.